# Infinite Sadness Tour
The Infinite Sadness Tour er en verdensturné af det amerikanske rockband Smashing Pumpkins. Det var bandets tredje verdensturné og til fordel for studiealbummet Mellon Collie and the Infinite Sadness, der blev udgivet i oktober 1995. Verdensturnéen varede fra 2. januar 1996 til 5. februar 1997. 
Verdensturnéen bestod af 176 koncerter i 136 byer fordelt på 23 lande. Koncerterne fandt sted i Nordamerika, Europa, Asien og Oceanien. Bandet bestod af Billy Corgan, James Iha, D'arcy Wretzky og Jimmy Chamberlin. Midt på turnéen blev Jimmy Chamberlin dog fyret fra bandet og erstattet af Matt Walker.

## Sange
Eftersom verdensturnéen blev foretaget i forbindelse med udgivelsen af dobbeltalbummet Mellon Collie and the Infinite Sadness, spillede bandet primært sange fra det nye album. De mest spillede sange var tre af de fem singler, "Bullet with Butterfly Wings", "Zero" og "Tonight, Tonight", samt "Fuck You (An Ode to No One) og "Thru the Eyes of Ruby". "Stumbleine" blev kun spillet én gang, mens der kun blev spillet en lille bid af "Tales of a Scorched Earth" ved et show. Den instrumentale titelsang blev kun spillet over højttaleranlægget, inden bandet kom på scenen. 
Fra debutalbummet Gish udgivet i 1991 blev "Siva" blandt de mest spillede på turnéen, mens "Cherub Rock", "Disarm", "Today" og "Silverfuck" blev blandt de mest spillede sange fra bandets andet album, Siamese Dream. Den mest spillede b-side blev "The Aeroplane Flies High" (fra "Thirty-three"-singlen og senere bokssættet The Aeroplane Flies High). 

### De 10 mest spillede sange
| Sang                           | Antal koncerter | Udgivelse                              |
| ------------------------------ | --------------- | -------------------------------------- |
| "Bullet with Butterfly Wings"  | 147             | Mellon Collie and the Infinite Sadness |
| "Zero"                         | 145             | Mellon Collie and the Infinite Sadness |
| "Tonight, Tonight"             | 144             | Mellon Collie and the Infinite Sadness |
| "Fuck You (An Ode to No One)"  | 143             | Mellon Collie and the Infinite Sadness |
| "Thru the Eyes of Ruby"        | 143             | Mellon Collie and the Infinite Sadness |
| "1979"                         | 142             | Mellon Collie and the Infinite Sadness |
| "Porcelina of the Vast Oceans" | 142             | Mellon Collie and the Infinite Sadness |
| "Cherub Rock"                  | 140             | Siamese Dream                          |
| "X.Y.U."                       | 139             | Mellon Collie and the Infinite Sadness |
| "Disarm"                       | 134             | Siamese Dream                          |

## Bandet
- Billy Corgan (sang, guitar)
- James Iha (guitar)
- D'arcy Wretzky (bas)
- Jimmy Chamberlin (trommer) (85 koncerter)
- Jonathan Melvoin (keyboard) (85 koncerter)
- Matt Walker (trommer) (92 koncerter)
- Dennis Flemion (keyboard) (91 koncerter)
- Kerry Brown (3 koncerter)
- Richard Patrick (2 koncerter)
- Jimmy Flemion (1 koncert)
- Geno Lenardo (1 koncert)

## Koncerten i KB-Hallen d. 9. april 1996
Koncerten var bandets tredje i Danmark. Der var mødt cirka 5000 fans op i KB-Hallen. Filter åbnede for bandet. Nogle måneder senere erstattede Filters trommeslager, Matt Walker, bandets originale trommeslager, Jimmy Chamberlin.

### Sætliste
- "Tonight, Tonight"
- "Zero"
- "Fuck You (An Ode to No One)"
- "Today"
- "To Forgive"
- "Bullet with Butterfly Wings"
- "Thru the Eyes of Ruby"
- "Porcelina of the Vast Oceans"
- "Disarm"
- "Jellybelly"
- "Cherub Rock"
- "Muzzle"

Ekstranumre: 
- "1979"
- "X.Y.U."
- "Mayonaise"
- "By Starlight"
- Silverfuck"
- Farewell and Goodnight"

### Download kopi
Koncerten fra KB-Hallen kan downloades gratis på Live Music Archive.